# Gonomyia silinda
Gonomyia silinda är en tvåvingeart som beskrevs av Alexander 1957. Gonomyia silinda ingår i släktet Gonomyia och familjen småharkrankar.
Artens utbredningsområde är Zimbabwe. Inga underarter finns listade i Catalogue of Life.